# Ian Wright
Ian Wright (17 de maig de 1964, Suffolk, Anglaterra) és un presentador de televisió anglès de la sèrie sobre viatges i aventures Globe Trekker, coneguda com a Lonely Planet fora dels Estats Units i produïda per Pilot. També ha presentat el programa Ian Wright Live, gravat en directe i que tracta sobre diversos aspectes relacionats amb els viatges.
Viatger internacional experimentat, Wright és probablement el presentador més conegut de la Lonely Planet. És famós pel seu estil divertit i enginyós, i per la seva interacció amb la gent local en els seus recorreguts. En 7 anys ha presentat més de 50 episodis del programa, entre els quals destaquen destinacions extremes com la zona àrtica del Canadà, el Nepal i les zones desèrtiques d'Austràlia central. Fins al moment, Wright ha guanyat tres premis Cable Ace Awards dels Estats Units al millor presentador.
Abans d'aparèixer en televisió, Wright va dirigir un centre comunitari juntament amb la seva dona. Va passar tres mesos a Guyana com a part del projecte Operació Raleigh de la fundació Prince's Trust. També té una àmplia experiència de viatges per Egipte, Índia i Romania.
Un dels seus programes més famosos va ser el del seu pas per Veneçuela, on va haver de carregar una anaconda juntament amb vuit persones més, prendre sucs exòtics i navegar fins a arribar al Salt de l'Àngel, el salt d'aigua més alt del món amb 979 m. En altres programes se l'ha vist despullat, com en l'episodi en què va córrer per les famoses salines de Bolívia. Durant la seva estada a Rússia va tenir el valor de nedar en aigües gelades com a part de les tradicions del país. I, per descomptat, ha menjat tot tipus d'aliments de tot el planeta.
Ian Wright és també un devot pintor, i ha exposat les seves obres en el Chats Palace. Així mateix, ha participat en diversos programes extraescolars per a nens.